# ردعم (بني مطر)

تعديل مصدري - تعديل

ردعم هي إحدى قرى عزلة شهاب الأسفل بمديرية بني مطر التابعة لمحافظة صنعاء، بلغ تعداد سكانها 457 نسمة حسب تعداد اليمن لعام 2004.